# Mozart 100
mozart 100 ist die Bezeichnung eines seit 2012 jährlich im Juni ausgetragenen Ultramarathons in Salzburg, umfasst neun Bewerbe und sechs Distanzen von 9 km bis 105 km und ist in Österreich der größte seiner Art. 2017 wurde die Königsdisziplin „mozart 100“ in die Bewerbsliste der Ultra-Trail World Tour aufgenommen.

## Strecken

### mozart 100

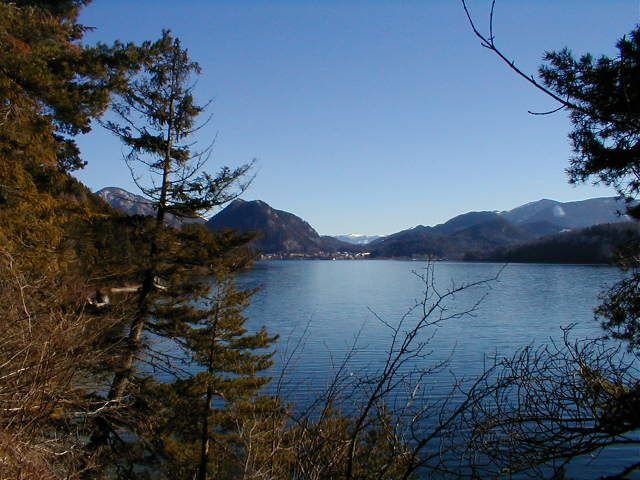
Der Fuschlsee im Salzkammergut im Salzburger Land

Die Strecke mit insgesamt 105 km und 5400 Höhenmetern führt von der Stadt Salzburg nach Fuschl am See, über die Schafberg-Alpe, den Falkenstein nach St. Gilgen. Die Route führt weiter über die Sausteigalm auf das Zwölferhorn nach Fuschl und von da über den Nockstein und den Kapuzinerberg retour in die Stadt Salzburg. Der Gesamtanstieg beträgt 5100 Höhenmeter. Für den mozart 100 erhält man drei UTMB Running Stones.
Eine Teilnahme als Vierer-Staffel ist ebenfalls möglich.

### mozart Ultra
Diese Strecke führt in einer Runde mit 81 km bzw. 4300 Höhenmeter mit Start und Ziel in Salzburg zum Ostufer des Fuschlsees und zurück. Für den mozart Ultra erhält man drei UTMB Running Stones.
Auch bei diesem Bewerb ist eine Teilnahme als Vierer-Staffel möglich.

### mozart Marathon
Die Marathondistanz über 39 km bzw. 1650 Höhenmeter mit Start und Ziel in Salzburg führt nach Hof bei Salzburg und zurück. Für den mozart Marathon erhält man zwei UTMB Running Stones.

### mozart Light
Bei diesem Bewerb über 31 km ist der Start in Fuschl am See und das Ziel in der Stadt Salzburg. Diese Strecke weist 1300 positive und 1370 negative Höhenmeter aus. Für den mozart Light erhält man einen UTMB Running Stone.

### mozart Half Marathon
Die Halbmarathondistanz über 21 km startet in Koppl und hat das Ziel in der Stadt Salzburg. Die Strecke weist 900 positive und 1250 negative Höhenmeter aus. Für den mozart Half Marathon erhält man einen UTMB Running Stone.

### mozart City Trail
Dieser Lauf über 9 km führt durch die Stadt Salzburg, wobei durch die Überquerung des Kapuzinerbergs 300 positive Höhenmeter zu bewältigen sind.

## Statistik
Durch Streckenanpassungen sind die Zeiten nur bedingt miteinander vergleichbar.

### Siegerliste

#### mozart 100
Für eine erfolgreiche Teilnahme beim mozart 100 und beim mozart Ultra innerhalb der vorgegebenen Zeiten werden drei UTMB Running Stones vergeben, die in Verbindung mit einem regulären UTMB-Index für die Teilnahme an der Startplatz-Lotterie des Ultra-Trail Du Mont-Blanc notwendig sind.
Die neunte Auflage dieser Veranstaltung sollte zunächst am 20. Juni 2020 stattfinden, wurde jedoch aufgrund der Covid-19-Pandemie abgesagt bzw. auf das Jahr 2021 verschoben.
| Jahr          | Männer                 | Zeit     | Frauen                       | Zeit     |
| ------------- | ---------------------- | -------- | ---------------------------- | -------- |
| 4. Juni 2023  | Luke Grenfell Shaw     | 10:24:50 | Eve Moore                    | 12:54:29 |
| 18. Juni 2022 | Janosch Kowalczyk      | 09:36:09 | Azara Garcia de los Salmones | 12:00:28 |
| 4. Sep. 2021  | Philipp Ausserhofer    | 10:28:29 | Margarete Lane               | 13:19:21 |
| 15. Juni 2019 | Pau Capell             | 10:54:47 | Sally McRae                  | 14:38:59 |
| 16. Juni 2018 | Florian Grasel         | 10:26:36 | Martina Trimmel              | 11:57:50 |
| 17. Juni 2017 | Alexander Rabensteiner | 10:26:53 | Cecilia Flori                | 12:03:32 |
| 18. Juni 2016 | Gabor Muhari           | 09:14:33 | Francesca Canepa             | 10:58:13 |
| 20. Juni 2015 | Daniel Oralek          | 08:45:50 | Marija Vrajic -2-            | 09:50:03 |
| 21. Juni 2014 | Csaba Nemeth -2-       | 08:30:47 | Marija Vrajic                | 09:59:40 |
| 20. Juni 2013 | Csaba Nemeth           | 07:48:22 | Nikola Čorbová               | 10:44:42 |
| 23. Juni 2012 | Dave James             | 08:54:18 | Marianne Staufer             | 11:57:26 |